# Muhammad Barrada
Muhammad Barrada (Arabă:محمد برادة‎ n.1938) este romancier și nuvelist marocan născut la Rabat. Participă activ la viața culturală marocană fiind jurnalist la reviste culturale magrebiene, a fost de asemenea președinte al Uniunii Scriitorilor Marocani. Este cunoscut mai ales pentru opera sa critică, a tradus texte importante din noua critică occidentală (Roland Barthes, Jean-Marie Gustave Le Clézio, Mihail Bahtin) și este autorul unei teze despre inițiatorul criticii egiptene moderne Muhammad Mandur. A urmat studiile universitare la Cairo și Rabat iar în 1973 obține titlul de doctor de la Universitatea Sorbona.
Operele sale literare se bucură de succes atât în Maroc cât și în întreaga lume arabă. Face parte din curentul de scriitori arabi care experimentează noi tehnici de scriere. Textul neglijează uneori tehnica romanescă pentru a se folosi în schimb de tablouri, scene, portrete. Deși scrie în limba arabă literară, nu ezită să recurgă la dialectul magrebian atunci când simte nevoia, cel mai adevea utilizând dialectul din Fes.
În Jocul uitării, volum publicat în 1987 încearcă să împace cultura marocană și cea europeană, folosind tema femeii. O temă asemănătoare traversează și romanul Lumina care fuge apărut în 1993 iar romanul publicat în 1999, O vară cum nu va mai exista vreodată cuprinde impresii, gânduri și experiențe trâite de autor în Egiptul pe care îl vizitează destul de des și unde și-a făcut studiile.

## Opera
- Salkh al-ğild, سلخ الجلد, nuvele, 1979
- L'ubat al-Nisyan لعبة النسيان, Jocul uitării, roman (Rabat: Dar al-Aman, 1986)
- Dirāsāt fī al-qiṣṣah al-ʻArabiyah : ‬Waqāʼiʻ nadwat Miknās‬, Studii despre nuvela arabă (Bayrūt : Muʼassasat al-Abḥāth al-ʻArabiyah, 1986)
- Daw al-harīb,  ألضوء الهارب,  Lumina care fuge, roman (1993)
- Le théâtre au Maroc : tradition, expérimentation et perspectives  (Presses Universitaires du Septentrion, 1998)
- Mithla sayfin, lan yatakarrara  مثل صيف لن يتكرر, O vară cum nu va mai exista vreodată, roman (1999)
- Imraʼat al-nisyān : riwāyah,إمرأة النسيان, Femeia uitării, roman (Casablanca: Nashr al-Fanak, 2001)
- Faḍāʼāt riwāʼīyah, فضاءات روائية , Orizonturi Literare (Rabat: Wizārat al-Thaqāfah, 2003)
- Siyāqāt thaqāfīyah : mawāqif, mudākhalāt, marāfi, سياقت ثقافية: مواقف مداخلات مرافئ  (Rabat: Wizārat al-Thaqāfah, 2003)
- Widadat al-hams wa al-lams ,ودادية الهمس واللمس, nuvele 2004